# Juan O'Neylle

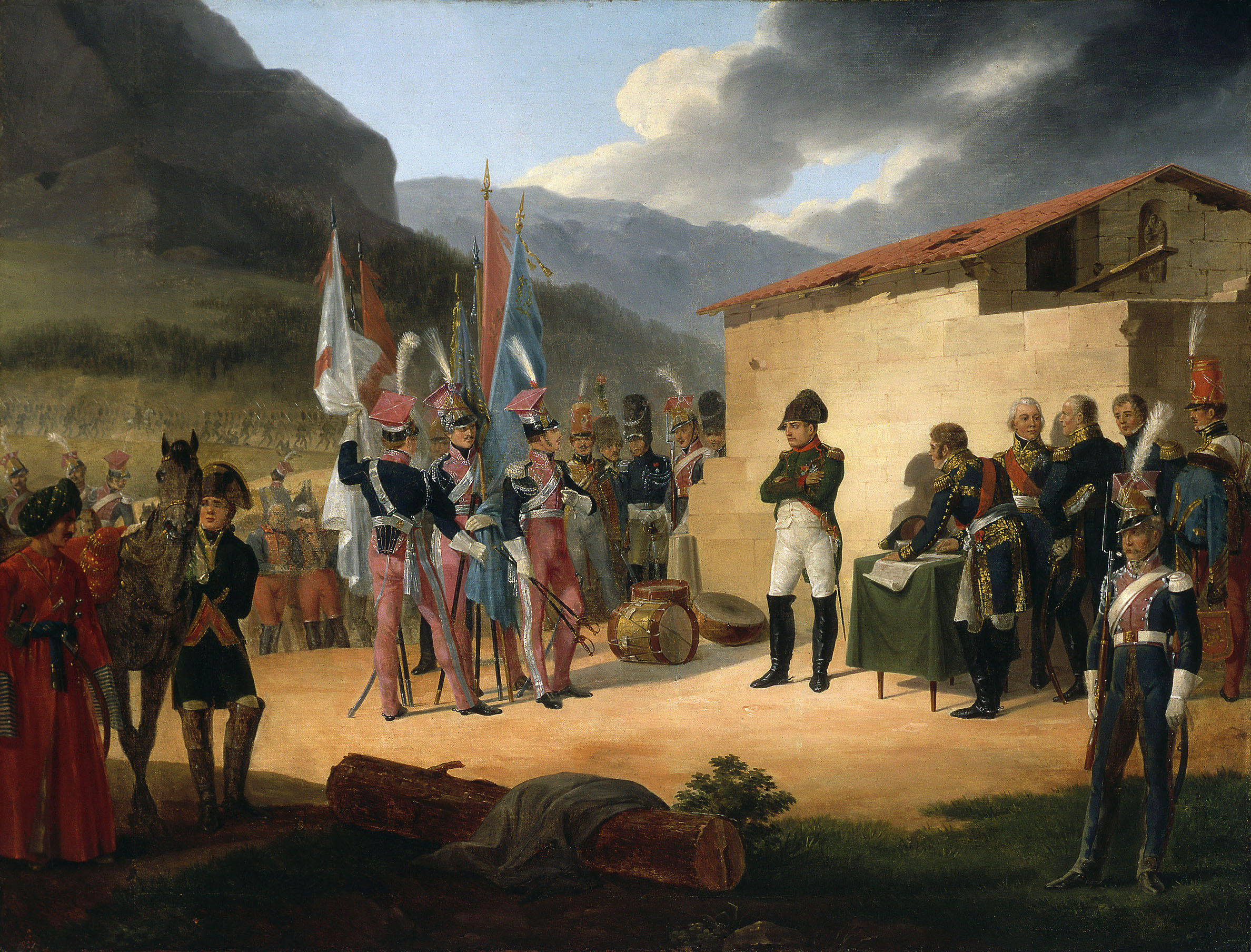
La batalla de Tudela, por January Suchodolski

Juan O'Neylle (1765-24 de febrero de 1809) fue un militar español.
Al fallecer su padre en 1792, era ya teniente coronel de infantería y comandante del tercer batallón del Regimiento de la Princesa. 
Participó en las guerras del Rosellón y Cataluña. Por su valor, en mayo de 1808 era ya mariscal de campo y gobernador propietario de la plaza de Jaca.
Fue llamado por José de Palafox y Melci, desembarcó en Valencia, trasladándose a Aragón al frente de las divisiones valenciana y murciana, cuya aproximación obligó a Lefèbvre a levantar el primer sitio y retirarse con sus tropas a Navarra.
Palafox le encomendó la persecución de esta retirada junto al marqués de Lazán, obligando a los franceses evacuar Tudela, O'Neylle derrotó a una fuerte columna francesa en Nardués. 
Reunidos los ejércitos de Andalucía, Francisco Javier Castaños, y Reserva, Palafox, participaron en la desastrosa batalla de Tudela el 23 de noviembre de 1808, ganada por Jean Lannes. Las divisiones de O'Neylle y Saint-Marcq se retiraron a Zaragoza.
Ascendió a teniente coronel por su conducta en Tudela, compartió con Palafox, de quien fue segundo en el mando, todos los riesgos y trabajos del segundo asedio, teniendo parte principal en la organización de las tropas y vigilancia. Participó personalmente en la batalla del Arrabal (21 de diciembre de 1808), en la cual las baterías españolas, y las divisiones valenciana y murciana, rechazaron repetidamente los ataques de la división de Gazán, obligada a retirarse.
También intervino en la salida efectuada el 25 del mismo mes. Los sitiadores habían tendido un puente de barcas desde el soto de Almozara a la opuesta orilla del Ebro, para mantener la comunicación entre su campamento de la Bernardona y la división de Gazán. A este efecto ocuparon los franceses el soto de Mezquita, donde intentó atrincherarse, O'Neylle acudió al frente de 4000 soldados, logró de momento arrojar a los imperiales, pero no pudo conservar el puente de barcas, resultando este esfuerzo por completo estéril.
En los últimos días de enero de 1809 yacía en el lecho, enfermo de la epidemia de tifus reinante, pero llegada la capitulación, fue tan grande su pena y el aplastamiento que esta noticia le produjo, que se dejó morir. Juan O'Neylle murió a los 43 años de edad, el 24 de febrero de 1809, siendo enterrado en la basílica del Pilar.